# 贵阳地理

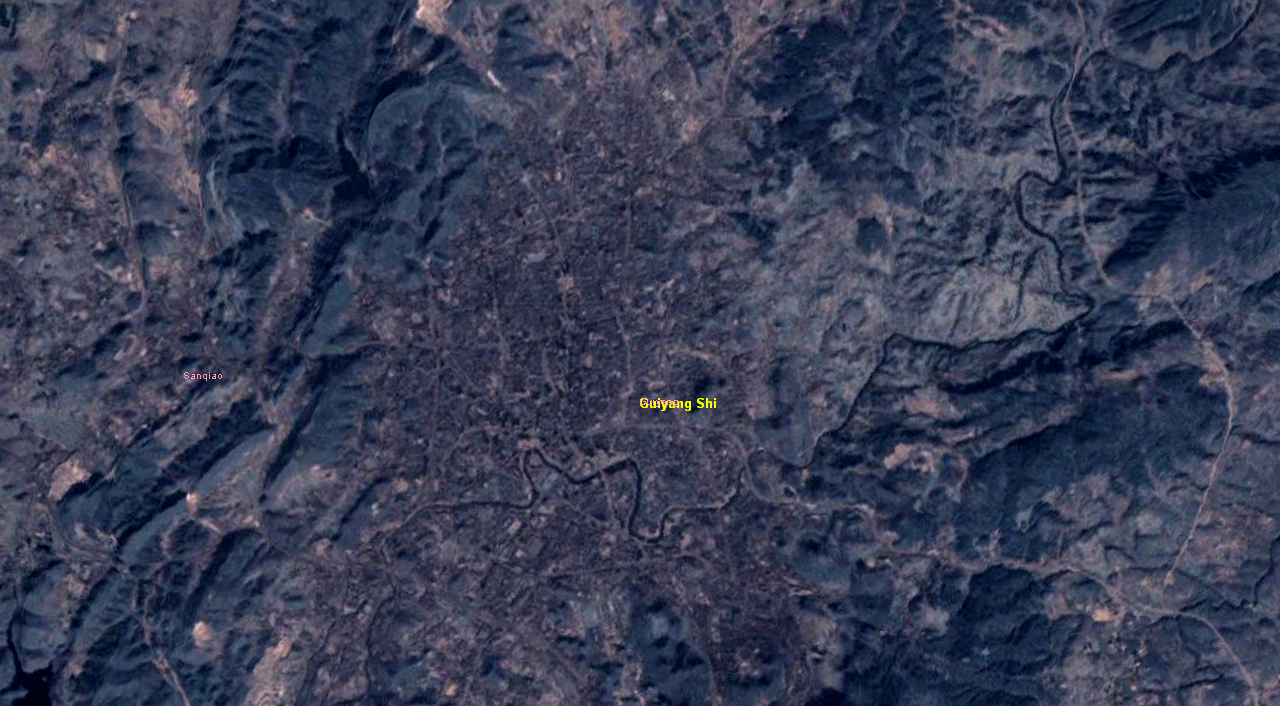
贵阳市卫星图像

- 贵阳市的东、南与黔南布依族苗族自治州的瓮安、龙里、惠水、长顺4县接壤，西靠安顺市的平坝县和毕节地区的织金县，北邻毕节地区的黔西、金沙两县和遵义市的遵义县。
- 人称贵阳为山城。贵阳城区（云岩区、南明区）坐落在一个盆地里，四面环山。黔灵山、东山等将主城区与其他城区隔离开来。贵阳市森林覆盖率很高，约百分之三十五。因此，形成了城中有山、城中有林的特色。第一、二环城林带环抱贵阳。在贵阳市主城区通往其他城区的干道上都要经过郁郁葱葱的森林。
- 贵阳市四面环山，因而中心城区的面积不大，但却聚集了一百万的人口，所以人口密度很高，发展空间非常有限。贵阳市政府在上个世纪九十年代末开始在旧城区的西北方修建金阳新区，以缓解这种压力。
- 贵阳市坐落在云贵高原的东斜坡上，处在东部平原向西部高原的过度带上。海拔高、纬度低、地形地貌多样是其三大特点。
- 贵阳市因处在高原上，且纬度低。故“冬无严寒，夏无酷暑”，有“第二春城”的美誉。贵阳市的天气主要以阴天为主。
- 贵阳市的地层较厚，矿藏丰富。全市已探明矿种52种，主要有煤、铁、硅、重晶石、大理石、磷、硫、汞等矿产资源。
- 因贵阳气候好、生态好，因此拥有种类繁多的生物资源。国家重点保护的植物有香果树、青檀、青钱柳、银杏、杜仲、天麻、厚朴等。国家重点保护的动物有大鲵（娃娃鱼）、白冠长尾雉、云豹、猕猴、穿山甲、鸳鸯等。
- 以下是贵阳地理方面的一些基础数据：
  - 土地总面积8046平方千米，占全省面积的4.56%。
  - 年均气温15℃，年均降水量1197毫米，年日照1278小时左右，年相对湿度76.9%，无霜期270天左右。
  - 全市土地总面积804667公顷，其中，耕地288979公顷，占土地总面积的35.91%。